# Indiana Jones y el peligro en Delfos
Indiana Jones y el peligro en Delfos (título original: Indiana Jones and the Peril at Delphi) es una novela de aventura y fantasía estadounidense de la franquicia de Indiana Jones escrita por Rob MacGregor y publicada el 1 de enero de 1991 por Bantam Books. Se trata del primero de los 12 libros sobre el arqueólogo ficticio, seguido por Indiana Jones y la danza de los gigantes.

## Argumento
El libro empieza en el año 1920 con el joven Indiana Jones en su etapa universitaria, en Chicago.
Después de las escenas retrospectivas de la vida universitaria del joven Indy, la acción se traslada al año 1922. Jones se encuentra en París estudiando lingüística y arqueología griega. Un día recibe una invitación de una profesora suya, Dorian Belecamus, de ir con ella a Grecia para investigar una inscripción en griego antiguo recién descubierta después de un terremoto acontecido en Delfos, lugar del templo del famoso oráculo.
El protagonista acepta la invitación de su profesora, sin saber tener consciencia del peligro que supone eso, ya que en Grecia a Dorian la espera una orden secreta que pretende revivir la antigua tradición del oráculo de Delfos.

## Personajes
- Henry Jones Jr. (Indiana Jones): joven universitario estadounidense, haciendo su carrera en París, viaja a Delfos con su profesora para trabajar en un nuevo descubrimiento arqueológico.
- La profesora Dorian Belecamus: experta en arqueología griega, profesora de Indiana Jones, invita a su alumno para trabajar en el yacimiento arqueológico de Delfos.
- El profesor Ted Conrad: profesor y amigo de Indy, de su etapa universitaria en Chicago.
- Jack Shannon: el mejor amigo de Indy, su compañero de clase y músico jazz, de Chicago.
- El coronel Alexander Mandraki: una figura del pasado de la profesora Belecamus.
- Panos: líder de una antigua orden secreta vinculada con la tradición del oráculo de Delfos.
- Grigoris: hijo de Panos.
- Stephanos Doumas: jefe del equipo arqueológico que trabaja en Delfos.
- Nikos: nuevo amigo de Indy en Delfos.

## Ediciones
- Rob MacGregor, Indiana Jones y el peligro en Delfos, trad. Diego García, Dolmen, 2008.[3]